# مسرشمیت ب‌اف ۱۶۱
مسرشمیت ب‌اف ۱۶۱ (به آلمانی: Messerschmitt Bf 161) یک هواگرد تک‌باله دو موتوره برای نقش شناسایی ساخت شرکت مسرشمیت در آلمان بود که نخستین بار سال ۱۹۳۷ به پرواز درآمد اما از مرحله پیش‌نمونه فرا تر نرفت.

## طراحی و توسعه
طراحی هواگرد ب‌اف ۱۶۱ برگرفته از هواگرد پیشین و موفق ب‌اف ۱۱۰ بود. کار بر روی آن همزمان با مسرشمیت ب‌اف ۱۶۲ صورت گرفت و ساخت این دو هواگرد جز در شکل دماغه تفاوت دیگری نداشت. قرار بود ب‌اف ۱۶۱ یک هواگرد شناسایی باشد. نیرومحرکه آن با دو موتور دایملر-بنتس دی ۶۰۱آ با توان ۹۸۶ اسب بخار تأمین می‌شد. پیش‌نمونه نخستین بار سال ۱۹۳۷ به پرواز درآمد. تا سال بعد دو پیش‌نمونه دیگر هم برای آزمایش تولید شد. به هر حال کار بر روی ب‌اف ۱۶۱، همانند ب‌اف ۱۶۲، متوقف شد چرا که وزارت هوانوردی رایش ترجیح داد یونکرس یو ۸۸ را برگزیند و فشار تولید را بر شرکت مسرشمیت که پیش درگیر تولید ب‌اف ۱۰۹ و ب‌اف ۱۱۰ بود، افزایش ندهد.

## مشخصات فنی
مشخصات عمومی
- خدمه: ۳ نفر
- طول: ۱۲٫۷۵ متر
- طول بال: ۱۷٫۱۶ متر
- وزن خالی: ۴٬۴۰۰ کیلوگرم
- نیرومحرکه: ۲ × موتور وی معکوس ۱۲ سیلندر دایملر-بنتس دی ۶۰۱آ خنک‌شونده با آب: ۹۸۶ اسب بخار

عملکرد
- حداکثر سرعت: ۴۸۰ کیلومتر بر ساعت
- برد: ۷۸۰ کیلومتر